# Туманян, Армине Арамовна
Армине Арамовна Туманян (арм. Արմինե Արամի Թումանյան, 12 июля, 1975, Ереван, Армянская ССР) — армянская художница, дизайнер, координатор выставок живописи. Член Союза художников Армении, руководитель Тавушского филиала, директор фонда Тавушского духовного возрождения.

## Биография
Армине Туманян родилась в 1975 году в Ереване. Окончила факультет изобразительного искусства Армянского государственного педагогического университета по специальности «Изобразительное искусство». Изучала дизайн моды и дизайн в Государственной Академии Изобразительных Искусств Армении (МА). В 2016 году основала в аэропорту «Звартноц» платформу «ArtAm Gallery», где посредством выставок представляет современных армянских художников. Тема творчества Армине Туманян: человек в гармонии с природой, истоки и настоящее Армении, воспроизведение внутреннего мира женщин, их душевное состояние.

## Выставки

### Как художница
Участвовала в групповых выставках в Канаде (2012), Израиле (2013), Тайване (2015), Израиле (2015).
Участвовала в симпозиумах по живописи в Сербии, Израиле. Она была представителем Армении в Международном фестивале искусств и ремесел в Израиле.
- «Твое имя — женщина», 2019, Институт искусств Нерегаци, Ереван[2] и Шуша[3][4]

Мир женщин очень глубокий и разнообразный, непонятный для многих. Сегодня я представила образ восьми женщин разных национальностей и образ самой важной женщины — Девы Марии, которая является источником моего вдохновения. В этих работах моя сущность выражается во всей искренности — с любовью, волнением, верой. Армине Туманян	

- «Армянские мифы», 2018, Выставочный зал «Арт-аквариум» Российско-армянского университета[5]
- Выставка 5 женщин-художниц в Ереванском офисе ООН, 2018[6]
- Вечный путешественник, Ереванский исторический музей, 2017[7]

### Как координатор
- Выставка 4-х различных жанров в Конверс банке
- Конкурс картин « Раскрась свою бочку»
- «Art, Wine and Tango» 14 floor Hotel, Ереван
- Выставка 10 армянских художников в Киевской национальной галерее, 2017 г.
- Международный симпозиум живописи «Тавуш глазами мира», 2019 (участвовали 23 художника из 17 стран и 7 художников из Армении).

## Награды
- Дипломы международных симпозиумов по искусству Сербии, Литвы, Молдовы, Южной Кореи

## Семья
Замужем за Айком Чобаняном. У них двое детей — дочь и сын.